# I.B. Tauris
I.B. Tauris est une maison d'édition britannique jadis indépendante qui a ses bureaux à Londres et à New York. I.B. Tauris publie des livres en histoire, en archéologie, en politique et en relations internationales et plus précisément à propos du Moyen-Orient, ainsi que sur les religions. La maison édite aussi des ouvrages sur les arts visuels (photographie, cinéma et art contemporain).
I.B. Tauris vise un public de spécialistes (universitaires et étudiants) mais étant donné la popularité des sujets traités dans l'actualité, la maison touche un public plus large.
Jusqu'en 2007, la maison a fait paraître environ 175 ouvrages par an. Son catalogue est composé de 2000 titres.
I.B. Tauris est distribué en Amérique du Nord par Palgrave Macmillan.
En 2018, I.B. Tauris a été rachetée par Bloomsbury Publishing et est devenue une marque de cette maison d'édition.

## Liste d'auteurs publiés par I.B. Tauris
- Albert Hourani
- Rashid Khalidi
- Jeremy Black
- Jenny Wormald
- Elizabeth Longford
- Keith Kyle
- James Chapman
- Jeffrey Richards
- John Tusa
- Barbara Reynolds
- Joan Haslip
- Jaurès et Roy Medvedev
- Touraj Atabaki
- Philip Khoury
- Walter Laqueur
- Gershom Gorenberg
- Benny Morris
- Kamal Salibi
- Sami Zubaida
- Roy Mottahedeh
- Homa Katouzian
- Asadollah Alam
- Ahmed Qoreï
- Kirkpatrick Sale
- Lesley Blanch
- Adrian Guelke
- William Smith
- Arthur Evans
- Alain Gresh
- Deniz Kandiyoti
- Rafael Kandiyoti
- David Hannay (historien)
- David Howell
- Boutros Boutros-Ghali
- Scott Ritter
- William Bundy
- Daisaku Ikeda
- Meghnad Desai
- Pauline Green
- Christopher Mayhew
- Zaki Chehab
- Jason Burke
- Ahmed Rashid
- Patrick Seale
- Stephen Haseler
- James Pettifer
- William Polk
- Gilles Kepel
- Juan Cole
- Ilan Pappé
- Mai Yamani
- Nigel Harris
- Joseph Rotblat
- Frank Furedi
- Hamid Reza Sadr
- Youri Lotman